# 2422 Перовська
2422 Перовська (2422 Perovskaya) — астероїд головного поясу, відкритий 28 квітня 1968 року.
Тіссеранів параметр щодо Юпітера — 3,538.